# Renzo Olivo
Renzo Olivo (Rosario, 15 marzo 1992) è un tennista argentino.
Pur perdendo entrambi gli incontri disputati, ha fatto parte della squadra argentina vincitrice della Coppa Davis 2016. Il suo miglior ranking ATP in singolare è stato il 78º posto nel gennaio 2017. Ha vinto diversi titoli sia in singolare che in doppio nei circuiti minori e ha raggiunto due semifinali in singolare nel circuito ATP.

## Carriera

### Juniores
Fa il suo esordio nell'ITF Junior Circuit nel 2007 e vince il primo titolo in singolare nel febbraio 2009 in un torneo cileno di Grade 2, nel corso di quella stagione in doppio vince due tornei e arriva nei quarti di finale agli US Open. Nel gennaio 2010 si aggiudica in Costarica il primo torneo di Grade 1; nell'arco della stagione ne vince un altro e in giugno si spinge fino ai quarti di finale al torneo juniores del Roland Garros. Si ripete il mese dopo arrivando nei quarti anche a Wimbledon. A settembre chiude l'esperienza tra gli juniores dopo aver vinto tre titoli in singolare e due in doppio. Nell'aprile 2010 raggiungerà l'8º posto nel ranking mondiale di categoria.

### 2007-2011, inizi da professionista, primi titoli ITF e primo titolo Challenger in doppio
Fa le sue prime tre apparizioni tra i professionisti nel circuito ITF nel 2007 e 2008, inizia a giocare con regolarità nel 2010 e a maggio vince il primo titolo in doppio al torneo ITF Argentina F5 in coppia con Diego Schwartzman. Il primo successo in singolare arriva nell'ottobre successivo al Bolivia F4 battendo in finale lo stesso Schwartzman. Nel febbraio 2011 gioca per la prima volta nelle qualificazioni di un torneo ATP a Buenos Aires e viene subito eliminato. Ad agosto esordisce nell'ATP Challenger Tour e subito vince il titolo in doppio al torneo Città di Como, dove assieme a Federico Delbonis ha la meglio in finale su Martin Alund / Facundo Arguello. Quello stesso mese debutta nel cartellone principale di un Challenger in singolare con una sconfitta al Genoa Open.

### 2012-2015, esordi nel circuito maggiore, prima finale Challenger in singolare e top 200 del ranking
Inizia a giocare con maggiore frequenza nei Challenger nel 2012, ad agosto vince il torneo di doppio a Manta e a fine anno abbandona i tornei ITF dopo averne vinti 5 in singolare e 10 in doppio. Nel febbraio 2013 esordice in doppio nel circuito maggiore a Buenos Aires e perde al primo turno. Subito dopo disputa a Salinas la prima finale Challenger in singolare e viene sconfitto al tie-break del set decisivo da Alejandro González. Ad aprile perde la finale anche al Challenger di San Paolo del Brasile, battuto da Paul Capdeville, e a fine torneo entra per la prima volta nella top 200 del ranking ATP. Dopo un periodo di risultati negativi, nel luglio 2014 supera per la prima volta le qualificazioni in un torneo ATP a Båstad e si spinge fino ai quarti con il sorprendente successo sul nº 18 del mondo Tommy Robredo, primo top 100 da lui sconfitto, e viene eliminato in due set da Pablo Cuevas, che vincerà il torneo. Nel febbraio 2015 si ritira durante la finale in singolare al Challenger di Santo Domingo e raggiunge il secondo turno all'ATP di Buenos Aires sconfiggendo il nº 70 del ranking Jarkko Nieminen. In giugno porta il best ranking al 158º posto, quello stesso mese vince in doppio il Challenger di Mosca ma nel prosieguo della stagione non consegue altri risultati di rilievo.

### 2016, esordio in Davis, semifinale ad Amburgo, primi titoli Challenger in singolare e top 100
Dopo essere stato eliminato 6 volte nelle qualificazioni ai tornei del Grande Slam, le supera per la prima volta agli Australian Open 2016, al primo turno del main draw elimina il nº 50 ATP Jiri Vesely e cede al quinto set contro Delbonis. Al successivo ATP 250 di Quito arriva nei quarti e viene eliminato da Víctor Estrella Burgos dopo aver sconfitto Fernando Verdasco. A marzo disputa i suoi unici incontri in carriera nella squadra argentina di Coppa Davis in occasione della sfida con la Polonia, perde sia in singolare che in doppio ma gli argentini si impongono per 3-2 e in quell'edizione finiranno per vincere il loro primo storico trofeo battendo in finale la Croazia. A marzo supera per la prima volta le qualificazioni in un Masters 1000 a Indian Wells e viene eliminato al primo turno. In luglio consegue il miglior risultato da inizio carriera raggiungendo la semifinale all'ATP 500 di Amburgo grazie alle vittorie contro Michail Južnyj, Maximo Gonzalez e il giocatore di casa e nº 22 del ranking Philipp Kohlschreiber, ed è ancora Pablo Cuevas che lo elimina in due set. Grazie a questo risultato si porta al 109º posto del ranking. Verso fine stagione vince i suoi primi Challenger in carriera in singolare a Santos e a Buenos Aires, sconfiggendo nelle rispettive finali Thiago Monteiro e Leonardo Mayer, entra così per la prima volta nella top 100 e chiude il 2016 all'83º posto.

### 2017-2018, 78º nel ranking e successivo crollo oltre la posizione nº 500
Con il secondo turno raggiunto in gennaio all'ATP 250 di Chennai, si porta al 78º posto mondiale, che resterà il suo best ranking in carriera. Esce al primo turno agli Australian Open e come l'anno prima arriva nei quarti a Quito. A maggio ottiene la vittoria più significativa della carriera al primo turno del Roland Garros con il successo al quarto set sul nº 11 del mondo Jo-Wilfried Tsonga, e viene subito eliminato da Kyle Edmund. Non prende parte al torneo di Amburgo, perde i punti guadagnati con la semifinale dell'edizione precedente ed esce definitivamente dalla top 100. All'ATP di Kitzbühel supera Thiago Monteiro e Horacio Zeballos e viene sconfitto nei quarti da Sebastian Ofner. L'unico risultato di rilievo di fine stagione è la finale raggiunta al Challenger di Campinas e a fine anno si trova al 144º posto mondiale. Il momento negativo prosegue per tutto il 2018, non vince alcun incontro nel circuito maggiore e non supera mai il secondo turno nei Challenger, a ottobre scende al 520º posto mondiale.

### 2019-2022, un titolo Challenger e una semifinale ATP in singolare, tre titoli Challenger in doppio
Si riprende a inizio 2019 nei Challenger arrivando in semifinale a Canberra e nei quarti a Cuernavaca, e dopo un'altra serie di risultati negativi rientra nella top 300 a luglio battendo Alessandro Giannessi in finale al Challenger di San Benedetto del Tronto. Ha quindi inizio una nuova serie di risultati negativi che dura fino a febbraio 2020, quando supera le qualificazioni all'ATP di Santiago del Cile, a sorpresa raggiunge la semifinale grazie al successo su Cuevas e viene eliminato da Thiago Seyboth Wild, portandosi al 206º posto del ranking. Torna a mettersi in luce nel maggio 2021 raggiungendo la finale al Challenger di Ostrava, persa contro Benjamin Bonzi. Grazie ad alcuni discreti risultati, a giugno rientra nella top 200 e quello stesso mese torna a vincere dopo 6 anni un torneo in doppio al Biella Challenger, in coppia con Tomás Martín Etcheverry. In quel periodo disputa e perde altre tre finali Challenger in doppio. Nel marzo 2022 vince il torneo di doppio al Challenger del Biobío e il mese dopo perde la finale in singolare a San Luis Potosí contro il nº 488 del ranking Antoine Bellier. A luglio vince un altro torneo Challenger di doppio a Iași.

### 2023, un titolo Challenger in doppio
Nel gennaio 2023 raggiunge la finale in doppio e la semifinale in singolare al Challenger di Piracicaba. Disputa senza successo in singolare alcune qualificazioni del circuito maggiore, in particolare al Roland Garros, dove perde al terzo set nel turno decisivo. A fine settembre torna a vincere un titolo Challenger dopo oltre un anno al torneo di doppio dell'Open Bogotá.

## Statistiche

### Tornei minori

#### Singolare

##### Vittorie (8)
| Legenda tornei minori |
| Challenger (3)        |
| Futures (5)           |

| N. | Data              | Torneo                                      | Superficie  | Avversario in finale | Punteggio           |
| 1. | 6 ottobre 2010    | Bolivia F4                                  | Terra rossa | Diego Schwartzman    | 7-5, 7–6(3)         |
| 2. | 5 febbraio 2012   | Chile F4                                    | Terra rossa | Leandro Migani       | 7–6(2), 7-5         |
| 3. | 1º aprile 2012    | Argentina F5                                | Terra rossa | Jose Pereira         | 7-5, 6(7)–7, 6-4    |
| 4. | 27 maggio 2012    | Peru F1                                     | Terra rossa | Duilio Beretta       | 7-5, 3-6, 6-1       |
| 5. | 25 novembre 2012  | Argentina F26                               | Terra rossa | Guillermo Durán      | 3-6, 6-2, 6-4       |
| 6. | 25 settembre 2016 | Campeonato Internacional de Santos, Santos  | Terra rossa | Thiago Monteiro      | 6-4, 7–6(5)         |
| 7. | 16 ottobre 2016   | Challenger de Buenos Aires, Buenos Aires    | Terra rossa | Leonardo Mayer       | 2-6, 7–6(3), 7–6(3) |
| 8. | 21 luglio 2019    | San Benedetto Cup, San Benedetto del Tronto | Terra rossa | Alessandro Giannessi | 5-7, 7–6(4), 6-4    |

##### Finali perse (8)
| Legenda tornei minori |
| Challenger (6)        |
| Futures (2)           |

| N. | Data             | Torneo                                         | Superficie  | Avversario in finale | Punteggio        |
| 1. | 30 ottobre 2011  | Argentina F21                                  | Terra rossa | Leandro Migani       | 2-6, 5-7         |
| 2. | 22 luglio 2012   | Argentina F18                                  | Terra rossa | Federico Gaio        | 5-7, 5-7         |
| 3. | 3 marzo 2013     | Challenger Salinas, Salinas                    | Terra rossa | Alejandro González   | 6-4, 3-6, 6(7)–7 |
| 4. | 28 aprile 2013   | IS Open, San Paolo                             | Terra rossa | Paul Capdeville      | 2-6, 2-6         |
| 5. | 16 febbraio 2015 | Santo Domingo Open, Santo Domingo              | Terra verde | Damir Džumhur        | 5-7, 1-3 rit.    |
| 6. | 18 ottobre 2017  | Campeonato Internacional de Campinas, Campinas | Terra rossa | Gastão Elias         | 3-6, 6-4, 3-6    |
| 7. | 5 maggio 2021    | Ostrava Open, Ostrava                          | Terra rossa | Benjamin Bonzi       | 4-6, 4-6         |
| 8. | 17 aprile 2022   | San Luis Potosí Challenger, San Luis Potosí    | Terra rossa | Antoine Bellier      | 7–6(2), 4-6, 5-7 |

#### Doppio

##### Vittorie (18)
| Legenda tornei minori |
| Challenger (8)        |
| Futures (10)          |

##### Finali perse (17)
| Legenda tornei minori |
| Challenger (11)       |
| Futures (6)           |